# Saurauia meridensis
Saurauia meridensis är en tvåhjärtbladig växtart som beskrevs av Julian Alfred Steyermark. Saurauia meridensis ingår i släktet Saurauia och familjen Actinidiaceae. Inga underarter finns listade i Catalogue of Life.